# Großsteingrab Græse 3
Das Großsteingrab Græse 3 war eine megalithische Grabanlage der jungsteinzeitlichen Nordgruppe der Trichterbecherkultur im Kirchspiel Græse in der dänischen Kommune Frederikssund. Es wurde 1923 zerstört.

## Lage
Das Grab befand sich ostsüdöstlich von Græse, unmittelbar nördlich des Hørupvej und gegenüber einer Abzweigung auf einem Feld. In der näheren Umgebung gibt bzw. gab es zahlreiche weitere megalithische Grabanlagen.

## Forschungsgeschichte
Im Jahr 1890 führten Mitarbeiter des Dänischen Nationalmuseums eine Dokumentation der Fundstelle durch. Bei einer weiteren Aufnahme im Jahr 1942 wurde vermerkt, dass das Grab 1923 abgetragen worden war; dabei wurden keine Funde gemacht.

## Beschreibung
Die Anlage besaß eine nord-südlich orientierte rechteckige Hügelschüttung mit einer Länge von 26 m und einer Breite von 6,5 m. Von der Umfassung waren 1890 noch einige mittelgroße Steine erhalten.
4 m vom südlichen Ende des Hügels entfernt befand sich eine Grabkammer, die als Urdolmen anzusprechen ist. Sie war nord-südlich orientiert und hatte einen rechteckigen Grundriss. Sie hatte eine Länge von 1,1 m, eine Breite von 0,6 m und eine Höhe von 0,9 m. Die Kammer bestand aus einem Wandstein an der westlichen Langseite und je einem Abschlussstein an der nördlichen und südlichen Schmalseite. Der östliche Wandstein und der Deckstein fehlten 1890 bereits.